# Сурб Хач (хачкар)

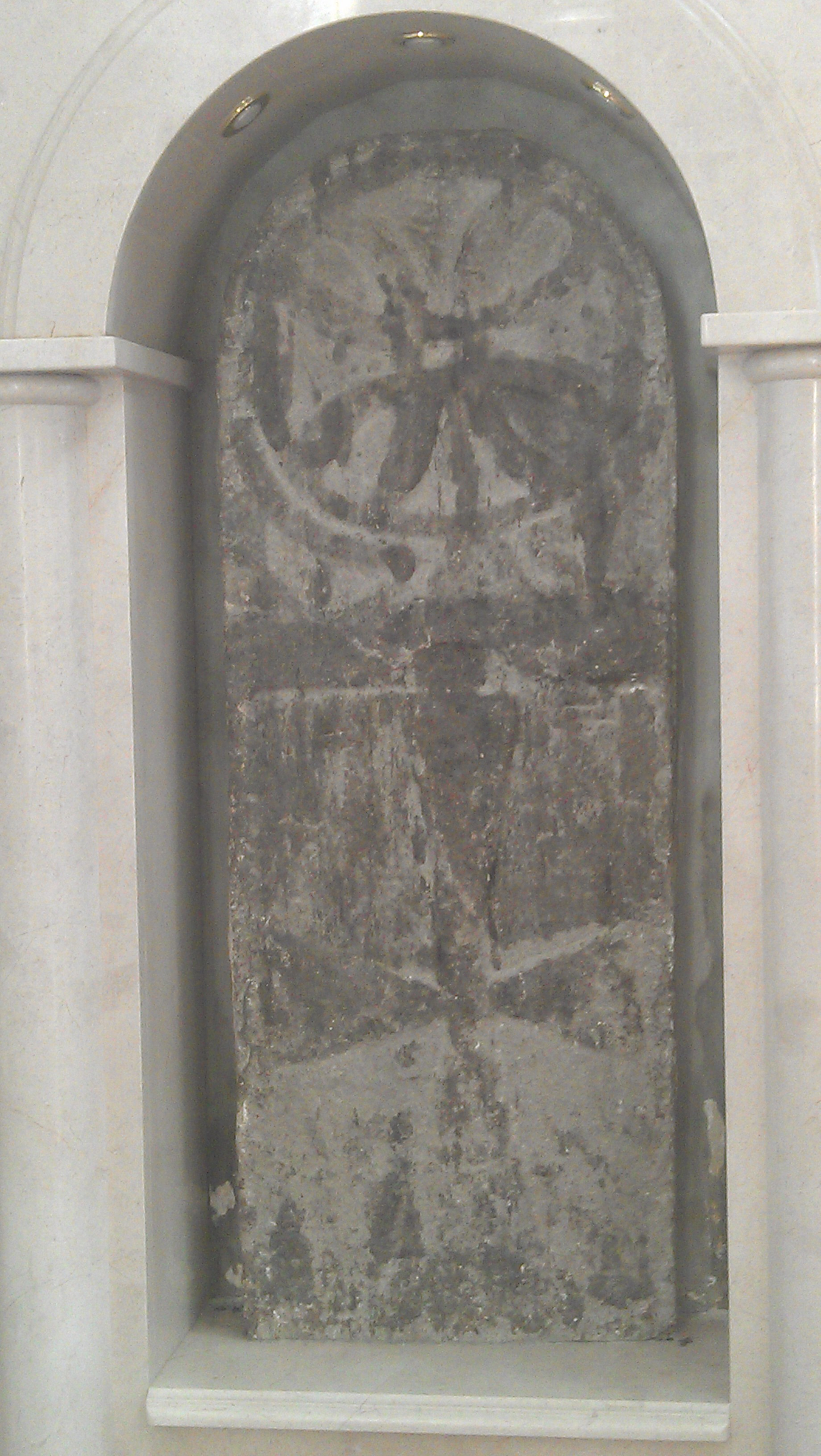
Хачкар Сурб Хач

Сурб Хач (арм. Սուրբ Խաչ — Святой Крест) или Анийский хачкар — армянский хачкар (крест-камень) VI века, послуживший основой для одноименного монастыря в Крыму, затем перевезенный в район реки Дон. В настоящее время находится в монастыре Сурб Хач в Ростове-на-Дону.

### История
В XI-XIII веках, после падения столицы армянского царства города Ани, гонимые турками-сельджуками, а затем монголо-татарами, армяне покинули свой город и родину. Большая часть переселенцев оказалась в Крыму. Вывезенный из Ани хачкар Сурб Хач послужил основой для крымского одноименного монастыря, воздвигнутого в 1385 году в окрестностях города Старый Крым. В течение пяти веков хачкар находился в крымском армянском монастыре Сурб Хач. 
В 1778 году началось переселение крымских армян в район реки Дон. Уходя, армянские переселенцы брали с собой самое необходимое, в том числе и церковное имущество, среди которых было 800 хачкаров, включая хачкар Сурб Хач. На новой Родине, в сооружаемых на Дону церквях, бывшие жители Крыма пытались сохранить образ и имена оставленных храмов. Привезенные с собой орнаментированные хачкары, в построенных церквях становились неотъемлемым элементом художественного убранства. Они располагались на фасадах и в интерьерах храмов. Особую символическую роль играл анийский хачкар, помещенный в церкви мужского монастыря Сурб Хач, получившего название в честь крымской обители.
В 1924 году монастырская церковь была ограблена. Крест-камень был перевезён в Соборный храм Сурб Лусаворич. Однако после того, как и он, в 30-е годы был закрыт, хачкар Сурб Хач был установлен в кладбищенской церкви Святого Карапета. После этого хачкар был перевезён в музей русско-армянской дружбы, который располагался в здании закрытой церкви Сурб Хач. В 2007 году монастырь был возвращён Армянской Апостольской Церкви. Планировалось, что при переезде музея в новое здание хачкар также будет перевезён. Однако по просьбе прихожан хачкар Сурб Хач остался в одноимённой церкви, где и находится по сей день

## Строение
В конце XIX века хачкар Сурб Хач обрамляла позолоченная стеклянная рама, дополняли его два креста: большой медный и небольшой серебряный, которые исчезли после разграбления церкви в 20-е годы. Не отличаясь особой изысканностью, хачкар был сделан из базальта. Надписи на памятнике отсутствовали. На лицевой стороне креста-камня имеются два изображения типичные для хачкаров древнего происхождения: В верхней части камня — розетка с декоративным орнаментом, символизирующим солнце, что в свою очередь является знаком вечности, указывающим на вечную жизнь. Под розеткой располагается большой крест — символ христианства.

## Галерея

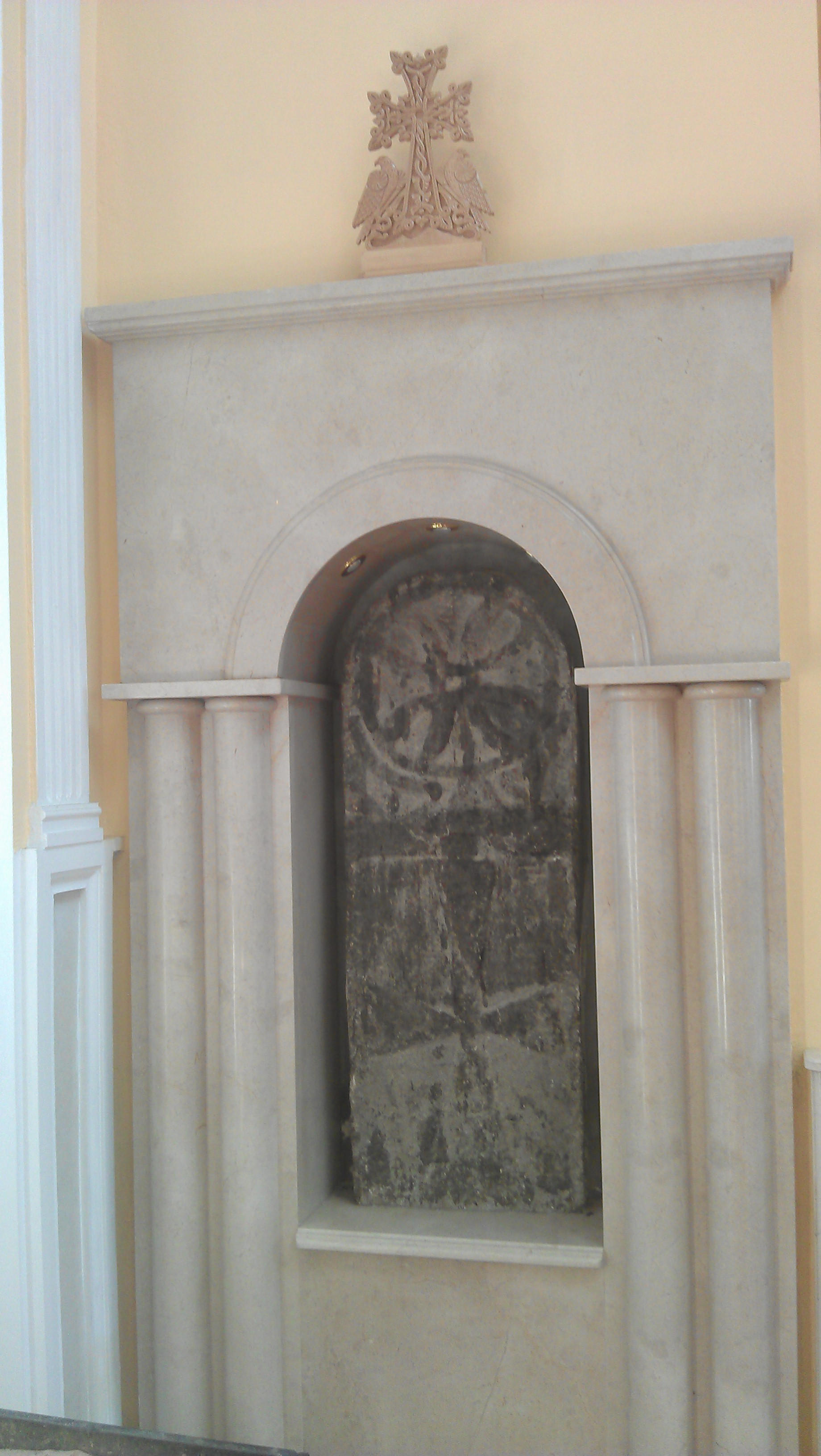